# Manoel de Azevedo
Manoel de Azevedo foi um conquistador português nascido na região do Minho. Foi o primeiro dono da Ilha da Restinga, cuja posse obteve de Frutuoso Barbosa. Havia chegado à Paraíba com Martim Leitão e deste ganhou a posse da "ilha da Conceição", como era então chamada tal Ilha. 
Foi morto em 1591 quando os índios potiguaras, guiados pelos franceses, atacaram e destruíram o Forte do Cabedelo. Após a sua morte, Isabel Caldeira, sua viúva, requereu formalmente a Feliciano Coelho de Carvalho, em 1596, a posse da ilha para oferecer como dote de uma de suas filhas. Para lograr êxito, ela invocou os serviços prestados por seu falecido marido à Coroa Portuguesa, no que foi atendida.